# Paco Ignacio Taibo I
Paco Ignacio Taibo I (19 juin 1924, Gijón — 13 novembre 2008, Mexico), dont le nom de naissance est Francisco Ignacio Taibo Lavilla González Nava Suárez Vich Manjón, est un écrivain et journaliste espagnol qui fit une grande partie de sa carrière exilé au Mexique. Il fonda et dirigea la section culturelle du journal mexicain El Universal.

## Jeunesse
Né dans une famille de la haute bourgeoisie espagnole des Asturies, il vit son premier exil en 1934, lors de la Révolution asturienne et part pour la Belgique avec son père et son frère. En 1936, il rentre en Espagne et vit de très près les évènements de la guerre civile espagnole.

## Carrière
Taibo commence sa carrière journalistique en tant que chroniqueur sur le Tour de France. Plus tard, il devient rédacteur en chef puis directeur du quotidien des Asturies El Comercio. En 1959, en compagnie de son épouse, Maricarmen Mahojo de Taibo et de son fils aîné, Paco Ignacio Taibo II, il part en exil au Mexique. Dès lors, il y devient une figure importante dans le domaine du journalisme culturel et cinématographique, cultivant des amitiés avec des personnalités comme Luis Buñuel, Luis Alcoriza et Amparo Rivelles. Depuis 1981, Taibo fonde et dirige la section culturelle du journal El Universal. Sa caricature de El gato culto est déjà très populaire [réf. nécessaire] dans le journal. 
Paco Ignacio Taibo a reçu, le 15 mai 2008, au Palacio de Bellas Artes, le Prix national de journalisme du Mexique. Il est mort au matin du 13 novembre 2008, à Mexico, victime d'une pneumonie.
Il est le père de l'écrivain et historien Paco Ignacio Taibo II.

## Œuvres
- Juan M.N. : novela, Barcelona : Corinto, 1955. (OCLC 37192522)
- Los cazadores; retablo de costumbres humanas, México : R. Peregrina, 1965 (OCLC 3500552)
- Harry Langdon : el mejor de todos. México : UNAM, 1966. (OCLC 5010298)
- El juglar y la cama; espectáculo en siete historias, México, Equador, 1967. (OCLC 6323410)
- Para parar las aguas del olvido, Madrid : Ediciones Jucar, 1982.  (ISBN 9788433450494)
- Pálidas banderas, Xalapa, México : Universidad Veracruzana, 1986.  (ISBN 9789688340813)
- Historia popular del cine : desde sus inicios hasta que comenzó a hablar, México, D.F. : Consejo Nacional para la Cultura y las Artes, 1996.  (ISBN 9789682987861)